# IIHF Challenge Cup of Asia 2012
Der IIHF Challenge Cup of Asia 2012 war die fünfte Austragung des durch die Internationale Eishockey-Föderation IIHF durchgeführten Wettbewerbs. Das Turnier wurde vom 18. bis 25. März 2012 in der indischen Stadt Dehradun im Bundesstaat Uttarakhand ausgetragen. Gespielt wurde in der Dehradun Arena.
Den Titel sicherte sich zum zweiten Mal die Vereinigten Arabischen Emirate, die sich im Finalspiel mit 3:0 gegen Thailand durchsetzten.

## Teilnehmer
Folgende sieben Nationalmannschaften nahmen am Turnier teil: (in Klammern Platzierung des Vorjahres)
| Gruppe A                         | Gruppe B     |
| -------------------------------- | ------------ |
| Vereinigte Arabische Emirate (2) | Macau (5)    |
| Thailand (3)                     | Indien (6)   |
| Kuwait (4)                       | Malaysia (–) |
| Republik China (Taiwan) (–)      |              |

Die Gruppen setzten sich leistungsmäßig nach den Platzierungen des Vorjahres zusammen. So spielten die besten drei Mannschaften des Jahres 2011 – mit Ausnahme des nicht teilnehmenden Vorjahressiegers Hongkong – in der Gruppe A. Hongkong wurde durch den Rekordsieger Republik China (Taiwan) ersetzt. In der Gruppe B spielten die beiden Teams auf den Rängen 5 und 6 des letzten Jahres. Dazu kam Malaysia, das erstmals seit 2010 wieder teilnahm.

## Modus
Das Turnier wurde zunächst in zwei Gruppen ausgetragen. In der Gruppe A spielten die vier stärker eingeschätzten Mannschaften; in der Gruppe B drei weitere. Die beiden besten Mannschaften der Gruppe A waren für das Halbfinale qualifiziert, die anderen Mannschaften trafen in einer zusätzlichen Qualifikation auf den Ersten und Zweiten der Gruppe B.

## Austragungsort
| \| Dehradun \|                 |
| Austragungsort der Wettbewerbs |
| Dehradun                       |

| Dehradun |

## Vorrunde

### Gruppe A
| 18. März 2012 17:00 Uhr (Ortszeit) | Vereinigte Arabische Emirate | 4:3 (1:2, 1:0, 2:1) Spielbericht | Thailand | Dehradun Arena, Dehradun Zuschauer: 200 |

| 19. März 2012 17:00 Uhr | Republik China (Taiwan) | 2:12 (2:5, 0:4, 0:3) Spielbericht | Kuwait | Dehradun Arena, Dehradun Zuschauer: 157 |

| 20. März 2012 14:00 Uhr | Kuwait | 0:6 (0:4, 0:0, 0:2) Spielbericht | Vereinigte Arabische Emirate | Dehradun Arena, Dehradun Zuschauer: 173 |

| 20. März 2012 21:00 Uhr | Thailand | 14:0 (2:0, 6:0, 6:0) Spielbericht | Republik China (Taiwan) | Dehradun Arena, Dehradun Zuschauer: 153 |

| 22. März 2012 14:00 Uhr | Thailand | 8:2 (2:1, 4:0, 2:1) Spielbericht | Kuwait | Dehradun Arena, Dehradun Zuschauer: 227 |

| 22. März 2012 17:30 Uhr | Vereinigte Arabische Emirate | 14:0 (2:0, 6:0, 6:0) Spielbericht | Republik China (Taiwan) | Dehradun Arena, Dehradun Zuschauer: 184 |

| Pl. |                              | Sp | S | OTS | OTN | N | Tore  | Punkte |
| 1.  | Vereinigte Arabische Emirate | 3  | 3 | 0   | 0   | 0 | 24:03 | 9      |
| 2.  | Thailand                     | 3  | 2 | 0   | 0   | 1 | 25:06 | 6      |
| 3.  | Kuwait                       | 3  | 1 | 0   | 0   | 2 | 14:16 | 3      |
| 4.  | Republik China (Taiwan)      | 3  | 0 | 0   | 0   | 3 | 02:40 | 0      |

Abkürzungen: Pl. = Platz, Sp = Spiele, S = Siege, OTS = Siege nach Verlängerung (Overtime) oder Penaltyschießen, OTN = Niederlagen nach Verlängerung oder Penaltyschießen, N = Niederlagen

Erläuterungen: Halbfinalqualifikant, Viertelfinalqualifikant

### Gruppe B
| 18. März 2012 20:00 Uhr (Ortszeit) | Indien | 3:5 (1:0, 2:2, 0:3) Spielbericht | Macau | Dehradun Arena, Dehradun Zuschauer: 247 |

| 19. März 2012 20:00 Uhr | Macau | 1:8 (0:1, 1:5, 0:2) Spielbericht | Malaysia | Dehradun Arena, Dehradun Zuschauer: 132 |

| 20. März 2012 17:30 Uhr | Malaysia | 13:2 (6:2, 3:0, 4:0) Spielbericht | Indien | Dehradun Arena, Dehradun Zuschauer: 476 |

| 21. März 2012 13:00 Uhr | Macau | 1:5 (0:0, 1:2, 0:3) Spielbericht | Indien | Dehradun Arena, Dehradun Zuschauer: 124 |

| 21. März 2012 21:00 Uhr | Indien | 2:18 (1:5, 0:6, 1:7) Spielbericht | Malaysia | Dehradun Arena, Dehradun Zuschauer: 98 |

| 22. März 2012 21:00 Uhr | Malaysia | 5:2 (2:1, 2:0, 1:1) Spielbericht | Macau | Dehradun Arena, Dehradun Zuschauer: 105 |

| Pl. |          | Sp | S | OTS | OTN | N | Tore  | Punkte |
| 1.  | Malaysia | 4  | 4 | 0   | 0   | 0 | 44:07 | 12     |
| 2.  | Indien   | 4  | 1 | 0   | 0   | 3 | 12:37 | 3      |
| 3.  | Macau    | 4  | 1 | 0   | 0   | 3 | 09:21 | 3      |

Abkürzungen: Pl. = Platz, Sp = Spiele, S = Siege, OTS = Siege nach Verlängerung (Overtime) oder Penaltyschießen, OTN = Niederlagen nach Verlängerung oder Penaltyschießen, N = Niederlagen

Erläuterungen: Viertelfinalqualifikant

## Finalrunde
|  | Halbfinal-Qualifikation | Halbfinal-Qualifikation | Halbfinal-Qualifikation |  |  | Halbfinale | Halbfinale                   | Halbfinale |  |    | Finale                       | Finale           | Finale           |
|  |                         |                         |                         |  |  |            |                              |            |  |    |                              |                  |                  |
|  |                         |                         |                         |  |  | A2         | Thailand                     | 5          |  |    |                              |                  |                  |
|  | A3                      | Kuwait                  | 13                      |  |  | A3         | Kuwait                       | 4          |  |    |                              |                  |                  |
|  | B2                      | Indien                  | 2                       |  |  |            |                              |            |  | A1 | Vereinigte Arabische Emirate | 3                |                  |
|  |                         |                         |                         |  |  |            |                              |            |  | A2 | Thailand                     | 0                |                  |
|  |                         |                         |                         |  |  | A1         | Vereinigte Arabische Emirate | 15         |  |    |                              |                  |                  |
|  | A4                      | Republik China (Taiwan) | 0                       |  |  | B1         | Malaysia                     | 0          |  |    | Spiel um Platz 3             | Spiel um Platz 3 | Spiel um Platz 3 |
|  | B1                      | Malaysia                | 3                       |  |  |            |                              |            |  |    | B1                           | Malaysia         | 5                |
|  |                         |                         |                         |  |  |            |                              |            |  |    | A3                           | Kuwait           | 3                |

### Viertelfinale
| 23. März 2012 16:00 Uhr (Ortszeit) | Republik China (Taiwan) | 0:3 (0:1, 0:2, 0:0) Spielbericht | Malaysia | Dehradun Arena, Dehradun Zuschauer: 197 |

| 23. März 2012 20:00 Uhr | Kuwait | 13:2 (4:1, 4:1, 5:0) Spielbericht | Indien | Dehradun Arena, Dehradun Zuschauer: 112 |

### Halbfinale
| 24. März 2012 16:00 Uhr | Vereinigte Arabische Emirate | 15:0 (6:0, 7:0, 2:0) Spielbericht | Malaysia | Dehradun Arena, Dehradun Zuschauer: 312 |

| 24. März 2012 20:00 Uhr | Thailand | 5:4 (0:1, 2:2, 3:1) Spielbericht | Kuwait | Dehradun Arena, Dehradun Zuschauer: 337 |

### Spiel um Platz 3
| 25. März 2012 14:00 Uhr | Malaysia | 5:3 (2:1, 1:1, 2:1) Spielbericht | Kuwait | Dehradun Arena, Dehradun Zuschauer: 280 |

### Finale
| 25. März 2012 18:00 Uhr | Vereinigte Arabische Emirate | 3:0 (0:0, 2:0, 1:0) Spielbericht | Thailand | Dehradun Arena, Dehradun Zuschauer: 1.113 |

## Abschlussplatzierungen
| Pl. | Team                         |
| 1   | Vereinigte Arabische Emirate |
| 2   | Thailand                     |
| 3   | Malaysia                     |
| 4   | Kuwait                       |
| 5   | Republik China (Taiwan)      |
| 6   | Indien                       |
| 7   | Macau                        |